# Trapping (grafika)
Zasugerowano, aby zintegrować ten artykuł z artykułem Zalewka. Nie opisano powodu propozycji integracji.

po lewej litera bez trappinngu, po prawej z trappingiem

Trapping (zalewka, nadlewka, podlewka) - na styku dwóch różnych kolorów, gdy zachodzi niebezpieczeństwo niedokładnego ich spasowania podczas druku, jeden z nich na etapie przygotowania materiałów można nieznacznie “powiększyć” - jest to trapping. Usuwa to problem niedokładności pasowania przy drukowaniu kolejnych separacji.
W druku offsetowym przyjęto wartość trappingu ok. 0,14 punktu (1 punkt typograficzny = 1/2660 m = 0,3759 mm, 1 punkt typograficzny amerykański = 1/12 pica = 0,3514 mm, 1 punkt typograficzny postscriptowy (cyfrowy) = 1/72 cala = 0,3528 mm).